# Stolnica v Cagliariju
Stolnica v Cagliariju (italijansko Duomo di Cagliari, Cattedrale di Santa Maria e Santa Cecilia) je rimskokatoliška stolnica v Cagliariju na Sardiniji v Italiji, posvečena Devici Mariji in sveti Ceciliji. Je sedež nadškofa Cagliarija.
Cerkev je bila zgrajena v 13. stoletju v pisansko-romanskem slogu, leta 1258 pa je dobila status stolnice. V 17. in 18. stoletju je bila prenovljena po baročnih linijah. V 1930-ih je končno dobila sedanjo fasado v neoromanskem slogu, ki se zgleduje po stolnici v Pisi.

## Zgodovina
Cerkev so zgradili Pisanci v svoji trdnjavi s pogledom na mesto, Castel di Castro. Prva omemba cerkve sega v leto 1254. Ta prvotna cerkev v romanski obliki je imela pravokoten tloris, z glavno in dvema stranskima ladjama, slednji imata križne oboke, glavna ladja pa je imela lesen strop. Leta 1258, potem ko so Pisanci uničili sodne prestolnice Santa Igia in stolnico Santa Cecilia, je postala sedež škofije Cagliari.
V 14. stoletju je bil zgrajen transept, ki je dal stolnici tloris latinskega križa, in dva stranska vhoda. Fasada je dobila gotsko okno s stebri, spremenjen je bil tudi zvonik. Iz istega obdobja je tudi prva kapela v slogu italijanske gotike v levem kraku transepta. Desni transept je bil dokončan po osvojitvi Cagliarija s strani Aragoncev, zgrajeni sta bili dve dodatni kapeli.
Leta 1618 so prezbiterij povišali, da bi zgradili svetišče za več relikvij mučencev. Notranjost in fasada sta bili v letih 1669–1704 baročno predelani. V središču transepta so zgradili kupolo, gotske kapele slednjega pa so odstranili.
Staro pročelje je bilo porušeno v začetku 20. stoletja in v 1930-ih nadomeščeno z neoromanskim, v skladu z izvirno zasnovo.
Leta 1999 so obnovili kupolo, streho in zvonik.

## Četrt
Stolnica Cagliari stojia v srednjeveškem okrožju Castello, v utrjenem središču zgodovinskega središča sardinskega mesta. Od 13. do konca 19. stoletja je bil Castello četrt, v kateri so prebivale najvišje civilne, vojaške in verske oblasti ter plemstvo Cagliarija. Za razliko od plemičev so se morali tisti, ki so šli na grad, tako kot obrtniki, ki so delali v okrožnih delavnicah, ponoči vrniti na svoje domove v drugih mestnih predelih Stampace, Marina in Villanova, preden so se zaprla vrata Castella.
Po dolgem obdobju zanemarjanja in praznjenja se Castello s številnimi posegi obnove in olepšanja starih palač, cerkva, ulic in trgov počasi vrača v življenje.
Stolnica stoji na prostranem trgu Piazza Palazzo, nad katerim gledata tudi Palazzo Reale, v kateri so danes uradi prefekture metropolitanskega mesta Cagliari in stara mestna hiša.

## Opis

### Zunanjost
Stavbo je mogoče videti že od daleč z visoko osmerokotno kupolo, ki skupaj s profilom stolpa San Pancrazio iz 14. stoletja in Torre dell'Elefante (Slonov stolp) naredi silhueto Castello nezamenljivo.
Izstopa glavna fasada (1933), kot že rečeno, v neoromanskem slogu. V spodnjem delu fasade, ki je poudarjena s pilastrskimi trakovi in ločnimi frizi, so trije portali z arhitravom in okroglimi loki. Arhitrav osrednjega portala je v romanskem slogu in okrašen s cvetličnimi motivi, luneta zgoraj pa ima mozaik, ki prikazuje sveto Marijo.
Luneti nad stranskima portaloma prikazujejo, prav tako v mozaiku, na levi svetega Saturnina, mučenika in zavetnika Cagliarija, s palmo v roki, na desni pa sveto Cecilijo, mučenko in sozavetnico stolnice.
V zgornjem delu se fasada razprostira na treh nivojih in je okrašena z lažnimi ložami, sestavljenimi iz romanskih lokov, ki jih podpirajo vitki stebri. Nad vmesno ložo je mogoče prebrati latinski posvetilni napis: Sanctae Mariae Reginae Sardorum (sveti Mariji, kraljici Sardinije).
Fasado obdaja impozanten zvonik, ki izvira iz romanske pisanske stavbe iz 13. stoletja in ima kvadratno kapo z visečimi loki na vrhu.
Stranski pogledi obeh krakov transepta s svojima portaloma sodijo v gradbeno fazo prvih dveh desetletij 14. stoletja, v kateri je jasno viden prehod iz prvotnega pisansko-romanskega sloga v novi gotski duh časa. Portal severnega kraka je pravzaprav značilno romanski, medtem ko je portal južnega kraka že gotski in bolj dodelan ter ga krasita fragment rimskega sarkofaga in skulptura Madone z otrokom (14. stoletje) iz toskanske šole.
- Pogled na levi krak transepta (14. stoletje)
- Pogled na desni krak transepta (14. stoletje)

### Notranjost
Notranjost cerkve v tlorisu latinskega križa sestavljajo tri ladje s transeptom in stranskimi kapelami, od katerih so tri v dveh stranskih ladjah in štiri v transeptu. Ob vhodu sta dva kropilnika iz 17. stoletja.
Tlak, predelan leta 1956 po prvotnem vzorcu iz 17. stoletja, je iz barvnega marmorja.
Obok ladje prikazuje Povišanje križa, zgodbe o širjenju vere na Sardiniji in Pietà Filippa Figarija (1885-1975).

#### Prižnica Guglielma
Na obeh straneh osrednjega portala sta dve prižnici, izpeljani iz enega samega ambona (naročen leta 1158 in dokončan leta 1162), delo Guglielma za stolnico v Pisi.
Leta 1312 je bil ambon nameščen v stolnico v Cagliariju. Prvotno je bil na desni strani ladje blizu tretjega stebra.
Pri prenovi leta 1669 so ambon odstranili in razdelili. Obe prižnici sta bili prestavljeni na sedanjo lokacijo. Pred razdelitvijo je prižnico podpiralo sedem stebrov, od katerih so štirje počivali na štirih levih, ki zdaj stojijo ob vznožju kora.

#### Krstna kapela
Zgradil jo je Domenico Spotorno (ki je dal porušiti obe strani zvonika), leta 1824 pa jo je obnovil Francesco Cucchiari v neoklasicističnem slogu. Od originala iz 17. stoletja je ostala le marmorna vaza, ki je služila za shranjevanje svete vode.

### Pezbiterij
Prezbiterij stolnice se dviga približno poldrugi meter nad tlemi cerkve in je obdan z marmornato balustrado, okrašeno z dragocenimi intarzijami. Ta ureditev sega v čas nadškofa Francisca Desquivela, ki je leta 1614 uredil, da so svetišče mučencev postavili pod prezbiterij.
Na dnu balustrade so štirje stilizirani levi iz sredine 12. stoletja, ki so prvotno stali na dnu stebrov, ki so podpirali prižnico mojstra Guillerma, ko je bila še v celoti ohranjena.
Na desni je elegantna marmornata omara v obliki oltarja, ki jo je leta 1702 izdelal kanonik Pietro Sanna, na vrhu pa je relief s podobo svete Cecilije z mučeniško palmo in orglami.
V središču prezbiterija je veliki oltar, preprosta marmorna miza, ki jo podpira pet stebrov iz istega materiala. To je originalni oltar stare romanske cerkve, ki je bil skozi stoletja, predvsem v 17. stoletju, okrašen s številnimi ornamenti. Antependij, ki prekriva oltar, je izdelan iz reliefno izklesane srebrne pločevine in je bil izdelan v Madridu sredi 17. stoletja in prikazuje svetega Luciferja, sveto Cecilijo, svetega Saturnina, svetega Jurija, svetega Efizija in svetega Boštjana za oltarjem, med njim in lesenega kora je dragocen srebrn tabernakelj iz leta 1610, delo mojstra Giovannija Mamelija iz Cagliarija. Za delo pokoncilske liturgične prilagoditve je zaslužen škof Giuseppe Mani.
Za oltarjem je lesen kor iz 17. stoletja, sredi katerega stoji škofovski stol, okrašen z grbom nadškofa Pietra Vica. Na zadnji steni je v dragoceni niši marmorni kip Madone Monserratske.
Jadra kupole prikazujejo štiri evangeliste, prav tako Filippa Figarija, medtem ko je v oboku nad korom slika Poveličevanja svete Cecilije Antonia Cabonija.

### Kripta
Pod marmornimi tlemi stolnice je več podzemnih prostorov, ki jih večinoma ni mogoče obiskati, v katerih so skozi stoletja pokopavali različne osebnosti, vključno z nadškofi, plemiči in podkralji.

## Umetnine
Umetniška dela vključujejo flamski triptih iz 15. stoletja (znan tudi kot Triptih Klementa VII.), ki ga pripisujejo Rogierju van der Weydnu, in baročni nagrobni spomenik Bernardu de La Cabri, nadškofu Cagliarija, ki je umrl zaradi kuge leta 1655, medtem ko sta v levem transeptu kapela iz 14. stoletja in mavzolej aragonskega kralja Martina I. Sicilskega, zgrajen v letih 1676-1680. (Martin je umrl med osvajanjem Sardinije v začetku 15. stoletja).
V kripti je svetišče mučencev, kjer je 179 niš z relikvijami mučenikov iz Cagliarija, ki so jih našli med izkopavanji v 17. stoletju v bližini bazilike San Saturnino. Svetišče ima tri kapele z baročnim okrasjem.